# Nikiphoros Lytras
Nikiphoros Lytras (Tinos, 1832 – Atene, 1904) è stato un pittore greco.
È uno dei più importanti esponenti della pittura della cosiddetta Scuola di Monaco di Baviera, e uno dei primi disegnatori nell'ambito dell'insegnamento delle belle arti in Grecia.

## Biografia
Recatosi ad Atene a 18 anni con il padre, si forma presso l'istituto d'arte della città. Nel 1860 vince una borsa di studio del governo greco che gli permette di approfondire i suoi studi presso l'Accademia delle belle arti di Monaco di Baviera (Münchner Akademie der Bildenden Künste). Il suo insegnante è Karl Theodor von Piloty, il principale esponente del realismo storico nella pittura in Germania.
Con la cacciata del re Ottone I di Grecia nel 1862, la sovvenzione del governo greco gli viene revocata e il giovane Lytras può proseguire i suoi studi solamente grazie al ricco Simon Baron Sina, ambasciatore di Grecia a Vienna, che si accolla i costi della sua iscrizione. È in questo periodo che con l'amico Nikolaus Gysis visita le gallerie d'arte, i musei e i pittoreschi villaggi della Baviera.
Dopo aver completato gli studi, nel 1866 ritorna in Grecia e diviene professore presso l'istituto d'arte di Atene dove per 38 anni conserva la cattedra alla facoltà superiore di pittura. Dopo viaggi di ricerca a Smirne, a Monaco di Baviera, a Parigi e in Egitto, nel 1879 sposa Irene Kyriakides, figlia di un ricco mercante di Smirne. Un anno più tardi nasce Antonios, il primo dei suoi sei figli, seguito da Nikolaos, Othon, Perikles, Lysandros e dalla figlia Chrysauge. Anche suo figlio Nikolaos diventerà un importante pittore.
Durante la sua carriera artistica come pittore e la sua attività d'insegnamento presso l'istituto d'arte, Lytras è subito riconosciuto come grande artista e si trova ad insegnare a coloro che in futuro sarebbero diventati grandi pittori, tra cui Georgios Jakobides, Périclès Pantazis, Georgios Roilos e Nikolaos Boko.
Muore nell'estate del 1904 all'età di 72 dopo un'intossicazione, si sospetta causata dalle sostanze chimiche presenti nei suoi colori. Pochi mesi prima, il suo ex-allievo Georgios Jakobides era subentrato nella sua cattedra presso l'Università.

## Galleria d'immagini

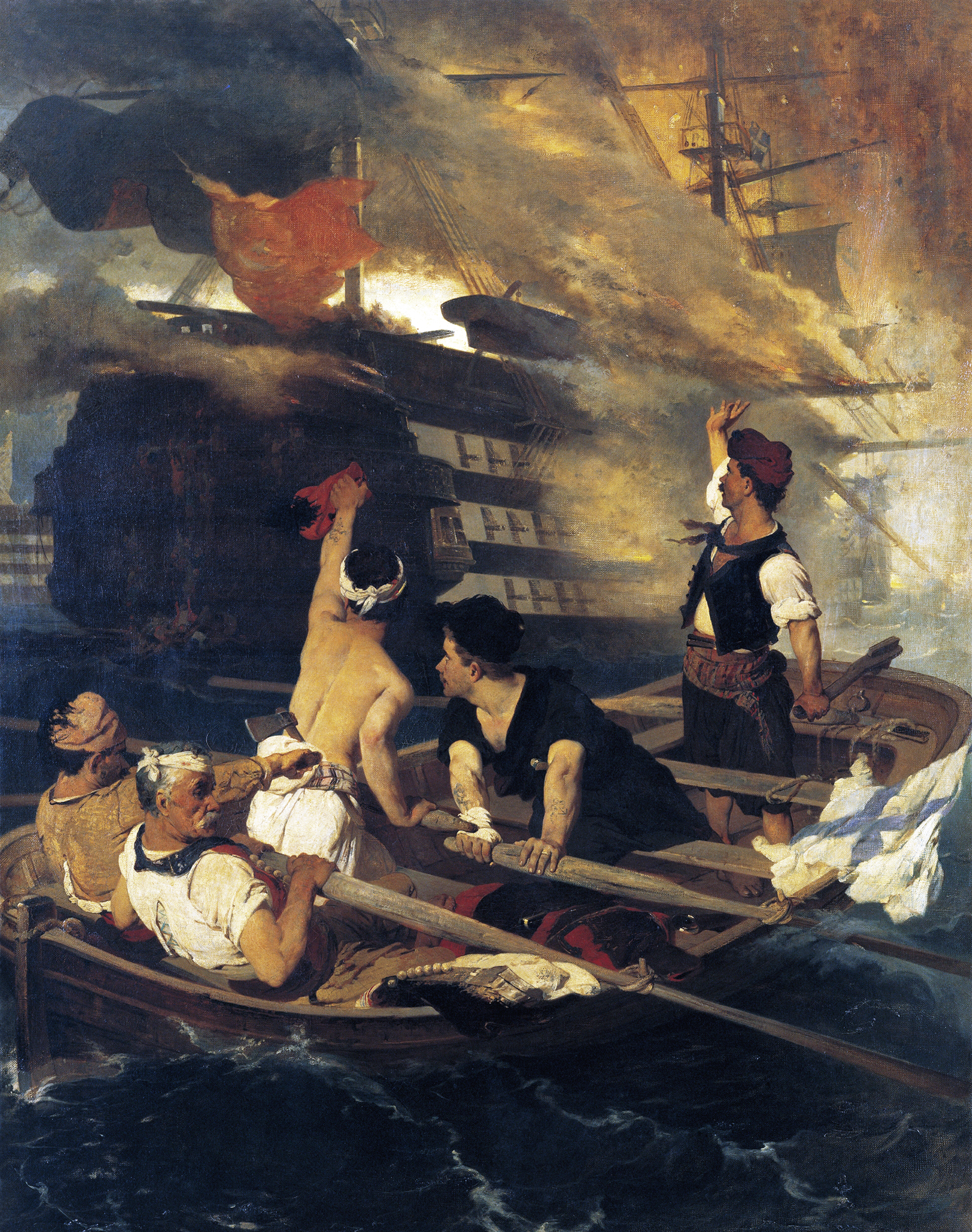
L'ammiraglio Kanaris (1873), Galleria Averoff, Metsovo
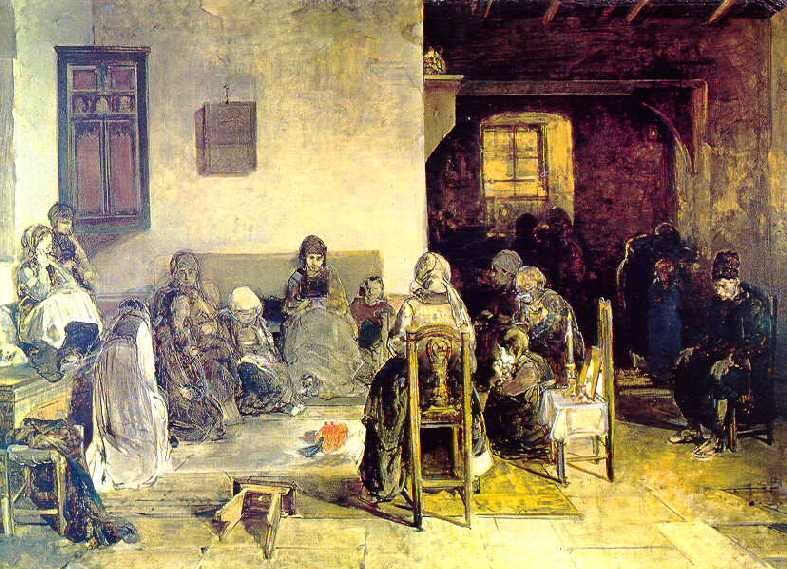
Mattina a Psara (1888), Pinacoteca nazionale di Atene
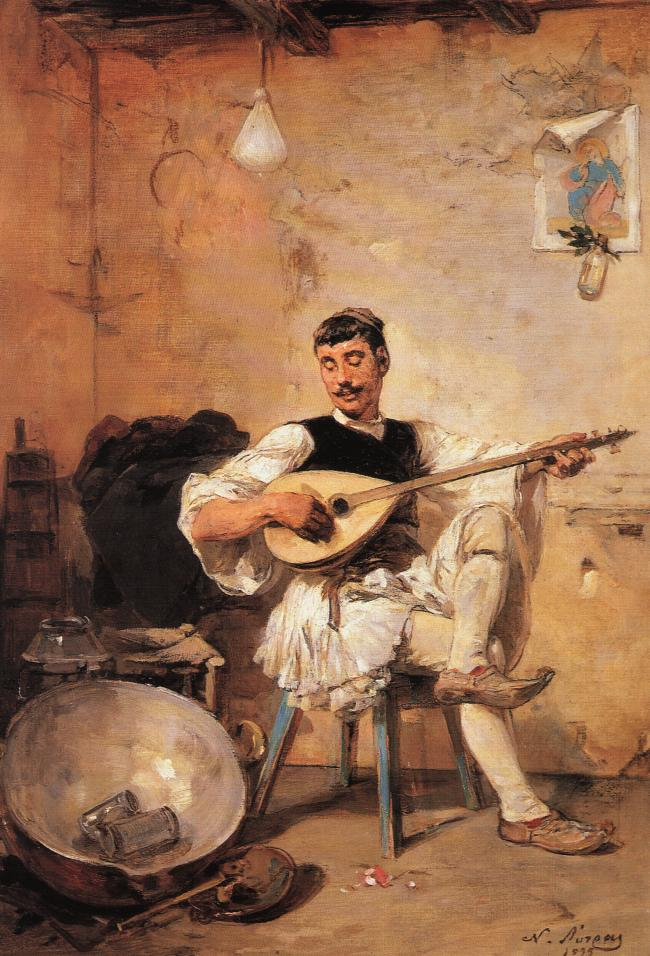
Il lattaio (1895)
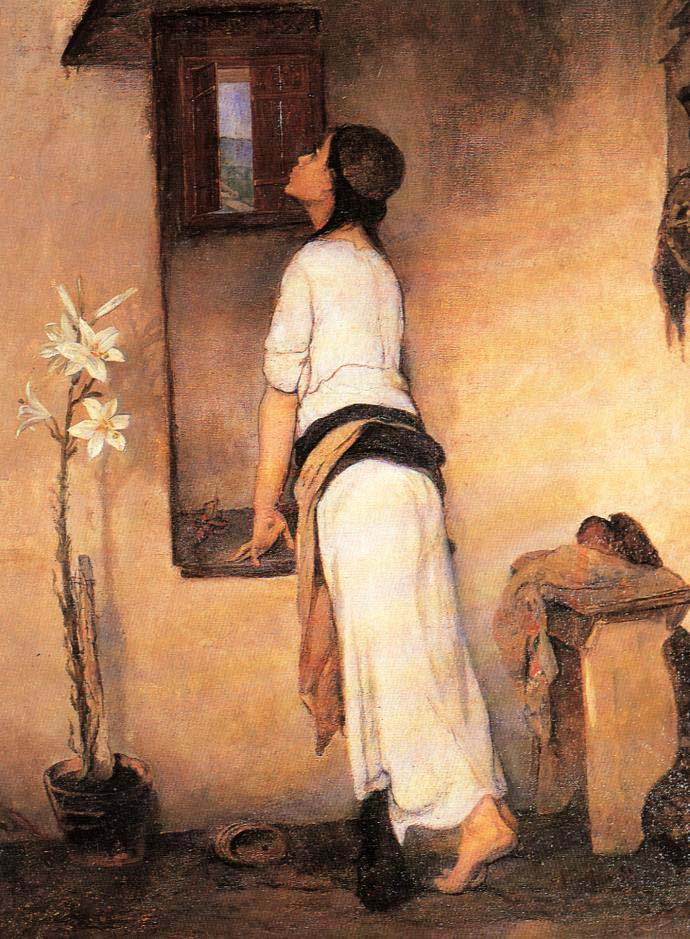
L'attesa' (1895)